# DISH (Texas)
DISH es un pueblo ubicado en el condado de Denton en el estado estadounidense de Texas. En el Censo de 2010 tenía una población de 201 habitantes y una densidad poblacional de 47,64 personas por km².

## Geografía
DISH se encuentra ubicado en las coordenadas 33°7′43″N 97°18′28″O / 33.12861, -97.30778. Según la Oficina del Censo de los Estados Unidos, DISH tiene una superficie total de 4.22 km², de la cual 4.21 km² corresponden a tierra firme y (0.31%) 0.01 km² es agua.

## Demografía
Según el censo de 2010, había 201 personas residiendo en DISH. La densidad de población era de 47,64 hab./km². De los 201 habitantes, DISH estaba compuesto por el 94.53% blancos, el 1% eran afroamericanos, el 0% eran amerindios, el 0.5% eran asiáticos, el 0% eran isleños del Pacífico, el 1.99% eran de otras razas y el 1.99% pertenecían a dos o más razas. Del total de la población el 3.48% eran hispanos o latinos de cualquier raza.